# Észak-Korea Munkapártja
Az Észak-koreai Munkapárt (hangul: 북조선 로동당, handzsa: 北朝鮮 勞動黨, RR: Bukjoseon Rodongdang) egy koreai, majd észak-koreai politikai párt volt, amely a Korea északi részén élő kommunistákat tömörítette, és a Koreai Kommunista Párt, Koreai Új Néppárt, illetve a Le az Imperializmussal! Szövetség egyesüléséből jött létre.
A párt 1949. június végén egyesült Dél-Korea Munkapártjával, így megalakult a Koreai Munkapárt.